# Joeri Norstein
Joeri Borisovitsj Norstein of Norsjtejn (Russisch: Юрий Борисович Норштейн) (Andrejevka (oblast Penza), 15 september 1941) is een Russisch animatieregisseur die bekend is om zijn korte animatiefilmpjes Egeltje in de mist en Sprookje van sprookjes.
Hij werkt al jarenlang samen met zijn echtgenote Frantsjeska Jarboesova en Aleksandr Zjoekovski.

## Biografie
Joeri Norstein werd in 1941 geboren in het dorpje Andrejevka, in de Zuid-Russische oblast Penza, tijdens de evacuatie van zijn ouders in de Tweede Wereldoorlog. Hij groeide op in Marjina Rosjtsja, een buitenwijk van Moskou. Na zijn studie vond Norstein werk in een meubelfabriek. Daarna volgde hij twee jaar lang lessen in het maken van animatiefilms, en hij werd aangenomen bij de studio Sojoezmoeltfilm in 1961. De eerste film waar hij aan meewerkte als animator was de film Wie zei "miauw"? uit 1962. Vele zouden volgen.

### Regisseerwerk

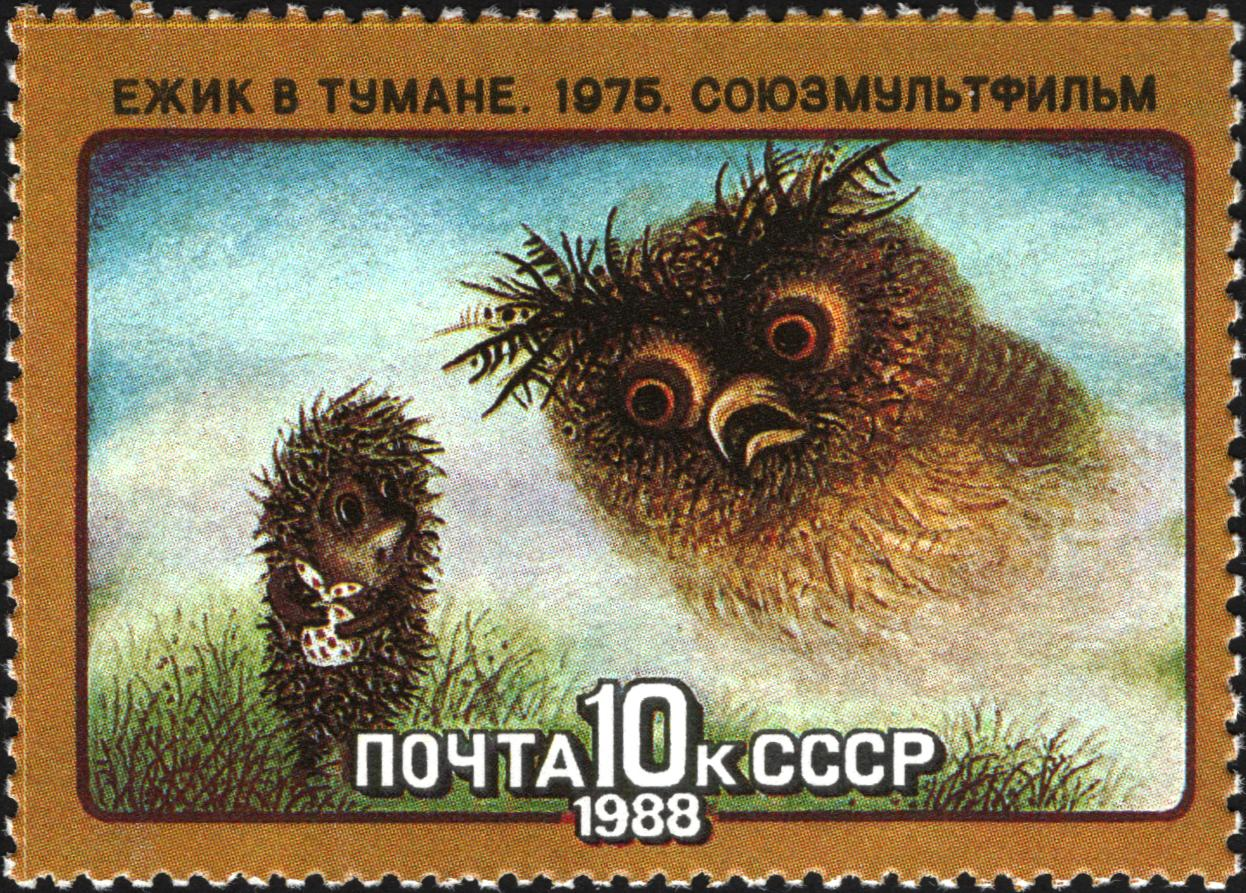
Russische postzegel met scène uit Egel in de nevel

Na meegewerkt te hebben aan zo'n vijftig animatiefilms kreeg Norstein de kans om er eentje zelf te regisseren: in 1968 debuteerde hij met 25e oktober, de Eerste Dag, die hij samen met Arkadi Tjoerin maakte. De film maakte gebruik van het werk van de Russische schilders Nathan Altman en Koezma Petrov-Vodkin.
De tweede film waarin Norstein een grote rol speelde in het productieproces was De Slag om Kerzjenets uit 1971, eveneens een coproductie, ditmaal met Ivan Ivanov-Vano, de regisseur die ook Tijden van het Jaar uit 1969 regisseerde, waaraan Norstein als animator had meegewerkt.
In de jaren 70 vervolgde Norstein zijn werk als animator in een lange lijst films en hij regisserde zelf ook een aantal films. Het decennium begon haar einde te naderen en zijn animatiewerk begon geraffineerder en fraaier te worden naarmate de tijd verstreek. De scènes en decors zagen er steeds minder uit als uitgeknipte en tweedimensionale schilderingen en begonnen vloeiender en levendiger te worden.

### De mantel
In de late jaren 1970 en de vroege jaren 1980 werd Norstein overladen met nationale en internationale prijzen. Desondanks werd hij in 1985 ontslagen door Sojoezmoeltfilm, omdat hij veel te lang deed over het maken van zijn laatste film bij deze maatschappij; een verfilming van een kort verhaal van Nikolaj Gogol, De mantel. Op het moment van zijn ontslag had hij samen met zijn gebruikelijke team van twee à drie mensen krap tien minuten film klaar.
Anno 2009 werkt Norstein nog altijd aan zijn film De Mantel. Zijn hardnekkige perfectionisme heeft hem dan ook de bijnaam 'De Gouden Slak' opgeleverd. Het project heeft hem dan ook tot nu toe vooral financiële problemen en frustratie opgeleverd. Maar, zo zegt Norstein zelf, hij heeft al enkele geldschieters weten aan te trekken uit binnen- en buitenland. Twintig jaar na zijn ontslag zijn er 25 minuten af en een aantal stukjes zijn reeds openbaar gemaakt. De eerste 20 minuten zijn eveneens gepubliceerd op verschillende Russische tentoonstellingen. De voltooide film zal waarschijnlijk 65 minuten duren.

### Sjar-Studio
In april van het jaar 1993 richtte Norstein samen met drie andere belangrijke Russische animatoren (Fjodor Chitroek, Andrej Chrzjanovski, en Edoeard Nazarov) de Russische Animatieschool en Studio (Sjar-Studio) op.

### Boek
Norstein bracht in 2005 het -incomplete- boek Sneeuw op het gras. Fragmenten van een boek. Lezingen over de Kunst van Animatie uit. Op 10 augustus 2008 bracht hij de volledige versie van het boek uit (de incomplete versie telde 'slechts' 248 pagina's). De complete versie telt 620 pagina's en 1700 illustraties.

## Techniek
Norstein gebruikte een speciale techniek in zijn animatiefilms: met gebruik van meerdere horizontale glasplaten, 25 à 30 centimeter boven elkaar gemonteerd en met op elke glasplaat een deel van het decor en de scène geplakt, kon een driedimensionaal 'kijkdoos'-effect bereikt worden door de camera vlak boven de glasplaten te hangen en naar de grond, door de glasplaten heen te filmen. Elke glasplaat kon verschillende kanten op bewegen, echter, altijd alleen horizontaal. Hierdoor leek het alsof de camera verschoof in de film, maar in werkelijkheid verschoof alleen de glasplaat met een bepaald deel van het decor. Hierdoor kon Norstein, zonder ook maar één enkele computer aan te raken, toch decors in in elkaar laten overlopen.

## Filmografie
- 25e oktober, de eerste dag (первый день, 1968), in samenwerking met Arkadi Tjoerin.
- De slag om Kerzjenets (Сеча при Керженце, 1971), in samenwerking met Ivan Ivanov-Vano
- De vos en de haas (Лиса и заяц, 1973).
- De reiger en de kraanvogel (Цапля и журавль, 1974).
- Egeltje in de mist (Ёжик в тумане, 1975).
- Sprookje van sprookjes (Сказка сказок, 1979).
- Hij werkte mee aan Winterdagen (冬の日, 2003).
- De mantel (Шинель, nog altijd in productie)